# Кубинская новелла
«Кубинская новелла» — короткометражный телевизионный художественный фильм, снятый режиссёром Сергеем Колосовым по сценарию Генриха Боровика на Творческом объединении телевизионных фильмов в 1962 году.
Консультантом фильма был кубинский писатель Хуан Аркоча. В съёмках принимали участие кубинцы-студенты московских ВУЗов, песни исполняли Хорхе Луис Пачеко и Хуан Франциско Сеперо.

## Сюжет
Направленный революционным правительством на новое место работы уполномоченный Государственного банка Максимо Эрнандес, с помощью управляющего Мартинеса и лифтёра Хосе, разоблачает и задерживает подосланного бывшими хозяевами авантюриста Гарсиа, проникшего в здание банка и пытавшегося вынести спрятанные там ценные бумаги, по которым за рубежом можно получить вывезенные накануне революции деньги, сегодня так необходимые для строительства детских яслей, куда могут отвести своих детей работающие женщины сигарной фабрики.

## В ролях
- Лев Свердлин — Максимо Эрнандес
- Всеволод Якут — Роберто Мартинес
- Владимир Дружников — Гарсиа
- Вейланд Родд  — Хосе
- Тамилла Агамирова — делегат от табачной фабрики
- Лев Бордуков — делегат от табачной фабрики
- Людмила Карауш — делегат от табачной фабрики
- Эрменгельд Коновалов — чистильщик обуви
- Августа Миклашевская — пожилая кубинка
- Готлиб Ронинсон — бармен
- Семён Свашенко — рабочий
- Владимир Ферапонтов — охранник банка
- Виктория Чаева — секретарша
- Валентин Кулик — повстанец

## Съёмочная группа
- Автор сценария: Генрих Боровик
- Режиссёр-постановщик: Сергей Колосов
- Оператор: Владимир Яковлев
- Композиторы: Александр Голубенцев, Мануэль Пуэрто Керога
- Художник: Василий Голиков